# Марченко, Всеволод Михайлович
Всеволод Михайлович Марченко (23 октября 1890, Подольская губерния, Российская империя — 14 сентября 1937, Альканьис, Вторая Испанская Республика) — русский офицер, военный морской летчик. Участник Первой мировой войны, гражданской войны в России на стороне Белого движения, Гражданской войны в Испании на стороне националистов.

## Биография
Всеволод Марченко родился 23 октября 1890 года в Подольской губернии Российской империи в семье обер-офицера.

## Служба
В 1906 году, в возрасте 16 лет, поступил в Морской корпус. 10 апреля 1911 года произведён в корабельные гардемарины. Практические плавания Всеволод Марченко проходил в 1-м Балтийском флотском экипаже на броненосном крейсере «Рюрик». По окончании Морского корпуса приказом был произведен в мичманы с зачислением в Черноморский флотский экипаж. Служил на эсминцах «Капитан Сакен», «Лейтенант Зацаренный», «Капитан-лейтенант Баранов», «Стремительный», «Строгий».

### Первая мировая война
В начале Первой мировой войны В. М. Марченко проходил службу на миноносце, но так как ещё со времён учёбы в Морском корпусе интересовался авиацией, а также под влиянием своего друга и однокашника Николая Рагозина поступил на обучение в Одесскую школу высшего пилотажа. Обучение в летной школе проходил с 20 марта по 1 августа 1915 года. 22 августа произведён в чин лейтенанта, а 4 сентября ему присвоили звание морского летчика. Сразу после получения звания морского летчика В. М. Марченко принял активное участие в боевых действиях. Всеволод Марченко выполнял полеты на гидросамолетах базирующихся на гидроавиатранспорте «Император Николай I» для разведки и бомбардировки позиций противника. Результаты разведки Марченко признали одними из лучших, и начальник авиации Черноморского флота старший лейтенант И. И. Стаховский ходатайствовал перед командующим флотом о награждении лётчика орденом Святого Владимира 4-й степени с мечами и бантом 15 февраля 1916 года эта награда была высочайше утверждена.
Вместе с боевыми товарищами Николаем Рагозиным и Михаилом Крыгиным, Марченко принял участие в бомбардировке порта Зонгулдак 24 января (6 февраля по новому стилю) 1916 года. Его экипаж (лётчиком-наблюдателем был кн. К. А. Лобанов-Ростовский) в этой операции единственный из 9 вышедших в атаку аэропланов поразил прямым попаданием авиабомбы стоявший в гавани турецкий пароход «Ирмингард» (водоизмещение св. 4000 тн), который быстро затонул. Приказом по Морскому ведомству № 198 от 14.03.1916 г. «за мужество и смелость, проявленные при воздушной бомбардировке Зунгулдака 24 января 1916 года, под шрапнельным огнём неприятеля» В. М. Марченко был награждён Георгиевским оружием.
К ордену Святой Анны 3-й степени с мечами и бантом Марченко был представлен за участие в охранении транспортов с войсками в течение 14—31 марта 1916 года.
С октября 1916 года и до окончания войны Всеволод Михайлович занимал различные командные должности: командовал гидроавиаотрядами, действовавшими на Румынском фронте; командовал 1-м корабельным отрядом, 4-м воздушным отрядом Черноморской воздушной дивизии, 8-м воздушным отрядом. К концу войны Марченко возглавлял 13-й истребительный авиаотряд Черноморского флота.

### Гражданская война в России
После революции и начала Гражданской войны в России, а также последовавшим за этими событиями развала армии и флота, Марченко В. М. выехал в Токио, а затем до конца октября 1918 года жил в Харбине.
В этот же период в Китае находился и вице-адмирал А. В. Колчак, пытавшийся формировать антибольшевистские вооруженные силы. 28 октября 1918 года Марченко из Владивостока был направлен в распоряжение командира 1-го Сибирского корпусного авиаотряда, и уже 3 ноября его назначили на должность старшего офицера этого отряда. После того как Колчак стал Верховным правителем России (переворот 18 ноября 1918 года), Всеволод Марченко продолжил службу в рядах вооруженных сил подчинённых адмиралу. Приказом управляющего вновь сформированного Морского министерства контр-адмирала М. И. Смирнова от 22 декабря 1918 года он был назначен на должность начальника гидроавиационного отделения Морского технического управления.
Приказом А. В. Колчака от 1 января 1919 года начальник гидроавиационного отделения лейтенант В. М. Марченко, за боевые отличия, был произведён в старшие лейтенанты.

 «У нас имелось четыре гидроаэропланные лодки конструкции С. С. Щетинина, девять гидросамолётов М-9 конструкции Д. П. Григоровича и 53 хороших запасных авиационных мотора, эвакуированных из Балтийского флота. Лодки были без крыльев. Благодаря выдающейся энергии авиатора старшего лейтенанта Марченко в Красноярске были сделаны крылья и даже начата постройка новых аэропланов, последние не могли быть готовы к весне, но крылья к 4 имевшимся лодкам были сделаны»
— контр-адмирал М.И. Смирнов
После неудачной военной компании армии Колчака, Марченко эмигрировал. По данным историка русского флота А. В. Плотто, Марченко эвакуировался из Крыма на транспорте-мастерской «Кронштадт», вахтенным начальником которой значился его друг и сослуживец Н. А. Рагозин.

### Гражданская война в Испании
Будучи в эмиграции, Марченко не захотел расставаться с лётной специальностью.
В 1923 году уехал в Испанию и поступил в испанскую авиацию. Короткое время служил в Иностранном легионе, работал инструктором в летной школе, частной школе авиации, летчиком в гражданской авиации на линиях Мадрид — Париж и Мадрид — Берлин. Не зная о революции и вернувшись в Мадрид после очередного рейса, был арестован и лишён права летать. Летом 1936 года бежал во Францию в Байонну, а оттуда в Испанию к генералу Франко, где вступил в ряды военной авиации Национальной армии с чином поручика запаса. Считался исключительным летчиком, особенно при выполнении ночных авиационных операций.
Это он, несмотря на ПВО противника, снабжал с воздуха осажденный монастырь Вирхен-де-ла-Кабеса в провинции Хаэн, в котором укрывались жандармы с семьями. Летчик доставлял в монастырь боеприпасы, продукты и почту. Благодаря Марченко, в марте 1937 года капитан Гайя Гонсалес организовал первую ночную эскадрилью бомбардировщиков «U-52».
Всеволод Марченко погиб под Сарагоссой в ночь с 14 на 15 сентября 1937 года в воздушном бою с истребителем «И-15», за штурвалом которого, предположительно, сидел советский летчик капитан Иван Ерёменко.
Марченко В. М. спрыгнул с парашютом, но был схвачен республиканцами и застрелен. По просьбе советских летчиков его похоронили на кладбище Альканьиса, но республиканцы выкинули тело из гроба и закопали за оградой. Лишь после того, как город заняли франкисты, пасынок Марченко Игорь отыскал могилу отчима и увёз прах в Севилью, где прах был перезахоронен с воинскими почестями.
Посмертно Марченко Всеволод Михайлович был произведён в капитаны, а его вдове Вере Зеленской была назначена пенсия. Марченко неоднократно был отмечен испанскими наградами; по некоторым данным он был награждён одной из высших военных наград Испании — коллективной лауреадой. Эта награда представляла собой чёрный бархатный щиток с гербом провинции Наварра, предназначенный для ношения на правой стороне груди.